# Secuencia (álbum)
Secuencia es el título del segundo álbum de estudio grabado por el grupo de pop/rock mexicano Reik. Fue lanzado al mercado bajo el sello discográfico Sony BMG Norte el 12 de diciembre de 2006. El álbum Secuencia fue producido de nueva cuenta por Kiko Cibrián. El álbum cuenta además con 11 canciones, de las cuales cuatro son de los propios integrantes. Este álbum recibió una nominación en la 20ª. entrega de Premios Lo Nuestro, premio de "Álbum Pop del Año" celebrada el jueves 21 de febrero de 2008, pero perdió frente a MTV Unplugged de Ricky Martin.

## Lista de canciones
| Secuencia |                                                                                       |                                                                          |          |  |
| N.º       | Título                                                                                | Escritor(es)                                                             | Duración |  |
| 1.        | «Quién decide es el amor»                                                             | Dennise Rich · Juan Carlos Pérez Soto                                    | 3:22     |  |
| 2.        | «Sabes»                                                                               | Kiko Cibrián · Manuel Ruíz                                               | 3:41     |  |
| 3.        | «Sin conocerte»                                                                       | Eduardo Osorio · Juan Carlos Pérez Soto                                  | 3:15     |  |
| 4.        | «Me duele amarte»                                                                     | Daniel Santacruz · Laura Lennox                                          | 3:13     |  |
| 5.        | «Vivo en sueños»                                                                      | Kiko Cibrián · Julio Ramírez                                             | 3:12     |  |
| 6.        | «Invierno»                                                                            | Claudia Brant · Mark Portmann                                            | 3:41     |  |
| 7.        | «De qué sirve»                                                                        | Kiko Cibrián · Julio Ramírez · Manuel Ruíz                               | 3:43     |  |
| 8.        | «Llegó tu amor»                                                                       | Kiko Cibrián · Manuel Ruíz · Julio Ramírez · Noel Schajris               | 3:37     |  |
| 9.        | «Quédate»                                                                             | Kiko Cibrián · Manuel Ruíz                                               | 3:22     |  |
| 10.       | «No sé por qué te vas» (I Don't Know Why You're Leaving (I Can't Believe She's Gone)) | Patrick Sarin · Tommy Erkman · Adapt: al español: Juan Carlos Pérez Soto | 3:49     |  |
| 11.       | «Ahora sin ti»                                                                        | Marco Polo Moraga · Dennise Silva · Jesús Navarro · Julio Ramírez ·      | 3:15     |  |
| 35:46     |                                                                                       |                                                                          |          |  |

## Certificaciones
| País (organismo certificador) | Certificación | Unidades certificadas |
| ----------------------------- | ------------- | --------------------- |
| México (AMPROFON)             | Oro           | 50 000                |